# Östligt molnmott
Östligt molnmott (Sciota fumella) är en fjärilsart som först beskrevs av Eduard Friedrich Eversmann 1844.  Östligt molnmott ingår i släktet Sciota, och familjen mott. Arten är reproducerande i Sverige.